# Sulcicuneus
Sulcicuneus is een geslacht van uitgestorven kreeftachtigen uit de klasse van de Ostracoda (mosselkreeftjes).

## Soorten
- Sulcicuneus latus Kesling & Chilman, 1987 †
- Sulcicuneus minutus Kesling & Chilman, 1987 †
- Sulcicuneus porrectinatium Kesling, 1951 †
- Sulcicuneus salairicus Bakharev, 1987 †